# 주민규
주민규(周敏圭, 1990년 4월 13일 ~ )는 대한민국의 축구 선수로 포지션은 센터포워드이며 현재 K리그1 대전 하나 시티즌 소속이다.

## 어린 시절
1990년 부산직할시에서 태어났다. 덕성초등학교 5학년 때 축구를 시작했으며 축구부가 설치된 대성중학교로 진학했다. 2004년 성남 일화 천마의 유소년팀인 풍생중학교 축구부에 스카우트되어 해당 학교로 전학을 갔으며 2005년 전국중학축구선수권대회에서 우승과 함께 대회 최우수 선수로 선정되었다. 풍생중 졸업 후에는 보인정보산업고등학교로 진학했으며 2학년 때 대신고등학교로 전학가면서 서울로 이주하여 임근재에게 축구 지도를 받았다.
고교 졸업 후에는 한양대학교로 진학했으며 한양대 축구부 소속으로 2009년과 2010년에 전국1·2학년대학축구대회 추계 대회에서 연속으로 득점왕을 차지했다.

## 구단 경력
한양대학교를 졸업 후 2013년 드래프트를 통해 K리그 고양 Hi에 입단하여 2시즌 간 주전 수비형 미드필더로 활약하며 56경기에 출전하여 7골을 기록하였다. 183cm의 큰 키와 100m를 10초대에 주파하는 빠른 발을 가지고 있다.
2015년 신생 팀 서울 이랜드로 이적하였다. 서울 이랜드 FC에서 포지션을 공격수로 변경하였으며 4월 11일엔 2015 FA컵 선문대학교와의 경기에서 이적 후 첫 골을 기록하며 팀의 창단 후 첫 승에 기여하였다. 6월 3일에는 부천 FC와의 경기에서 서울 이랜드 창단 후 첫 해트트릭이자 본인의 프로 데뷔 후 첫 해트트릭을 기록하였다. 한편 같은 라운드에 열린 상주 상무와 경남 FC와의 경기에서는 이정협이 해트트릭을 터뜨려, 주민규의 해트트릭은 K리그 챌린지 최초로 한 라운드에서 터진 2개의 해트트릭 중 하나로 기록되었다. 20일에는 상주 상무에 2-3으로 패배한 홈 경기에서 리그 13, 14호골을 넣음으로써 이적 후 반 시즌도 되지 않아 전 소속 팀 고양에서 2시즌 간 기록한 7골의 2배를 기록하였다.
2016 시즌 종료 후 군 복무를 위해 상주 상무에 입단하며 K리그 클래식 무대에 첫 발을 디뎠다. 3월 12일 전남 드래곤즈와의 경기에서 1부 리그 데뷔골을 기록했다. 주민규는 2018년 8월 25일 KEB하나은행 K리그1 26라운드 전북과의 경기에서 선발출전하여 동점골을 기록하였는데 이 득점으로 상주상무 구단 최다득점 1위의 기록을 세우게 됐다. (44경기 21골, 공동 2위는 득점 20개 이상협과 임상협이며 4위는 19골을 넣은 이근호, 5위는 18골로 김정우가 순위에 올랐다.)
2018 시즌 후, FA 신분이 된 주민규는 2019년 1월 4일 K리그1 울산 현대로 이적하였다. 시즌 5골 5도움을 기록하였다.
2020 시즌을 앞두고 더 많은 경기 출전을 원했던 주민규는 2월 5일 K리그2 제주 유나이티드로 이적하였다. 주민규는 18경기 8골 2도움을 기록하면서 제주의 K리그1 승격에 공헌했다. 또한 팀이 K리그2 우승을 차지하면서 커리어 첫 우승을 경험했다.
2021 시즌에서는 팀의 주포로 활약하면서 34경기 출전 22골 1도움을 기록했다. 주민규는 시즌 K리그 득점왕 자리에 올랐다.
2022 시즌에는 17골을 기록했으나 경기 출전이 적었던 조규성에게 득점왕을 넘겼지만, 2년 연속 K리그 베스트11 공격수 부문에 선정되었다.
2023 시즌을 앞두고, 4년 만에 울산으로 복귀하였다.
9월 16일에 있었던 30라운드 대전전을 앞두고 주장단이 변경됐다는 소식이 전해졌는데, 기존 부주장인 이규성, 이명재 대신 주민규가 부주장을 맡게 됐다.
그 후, 12월 2일에 티아고가 리그 38라운드에서 1골을 넣으면서 동률이 되었지만, 출장시간수가 티아고가 더 많기에 득점왕이 확정되면서 울산 복귀 첫시즌에 K리그 우승과 득점왕을 차지했다.
2025년 1월 대전 하나 시티즌으로 이적했다. 2월 15일 K리그 개막전인 포항 스틸러스와의 경기에 선발로 출전하여 2골을 득점하여 0-3 승리에 기여했다.

## 국가대표팀 경력
2015년 EAFF 동아시안컵에 참가하는 대한민국 국가대표팀 예비 50인 명단에 뽑혔으나, 최종 명단에는 들어가지 못했고 이후 대한민국 국가대표팀에 발탁되지 않았다.
2024년 3월 11일 만 33세 333일의 나이에 태국과의 2026년 FIFA 월드컵 2차 예선에 출전하는 선수 명단에 포함되면서 대한민국 대표팀에 처음으로 발탁된 역대 최고령 선수 기록을 세웠다. 대한민국 대표팀 임시 감독 황선홍은 주민규의 발탁 이유에 관해 "3년간 리그에서 50골 이상 넣은 선수는 전혀 없습니다. 더는 설명이 필요없다고 생각합니다."라고 언급했다. 선발 후 2024년 3월 21일 서울월드컵경기장에서 열린 태국전에 선발 출전하면서 국제 A매치 데뷔전을 가졌고, 62분에 홍현석과 교체되었다. 이로서 주민규는 대한민국의 축구 선수들 중 역대 최고령 A매치 데뷔 선수가 되었다. 같은 해 6월 6일에는 싱가포르와의 2026년 FIFA 월드컵 2차 예선 원정 경기에서 A매치 데뷔골을 넣으며 팀의 7-0 승리에 기여했다.

## 경력 통계

### 국가대표팀
득점 기록
| # | 경기일          | 경기장소       | 상대팀         | 득점  | 결과  | 비고                                    |
| - | --------------- | -------------- | -------------- | ----- | ----- | --------------------------------------- |
| 1 | 2024년 6월 6일  | 싱가포르, 칼랑 | 싱가포르       | 2 – 0 | 7 - 0 | 2026년 FIFA 월드컵 아시아 지역 2차 예선 |
| 2 | 2024년 9월 10일 | 오만, 무스카트 | 오만           | 3 – 1 | 3 - 1 | 2026년 FIFA 월드컵 아시아 지역 3차 예선 |
| 3 | 2025년 7월 7일  | 대한민국, 용인 | 중화인민공화국 | 2 – 0 | 3 - 0 | 2025년 EAFF E-1 풋볼 챔피언십           |

## 방송 출연 경력
- 2022년 JTBC 《뭉쳐야 찬다2》 - 게스트

## 수상 내역
제주 유나이티드
- K리그2: 2020

울산 HD
- K리그: 2023, 2024

개인
- K리그2 베스트 11: 2015
- K리그1 베스트 11: 2021, 2022, 2023
- K리그1 득점왕: 2021, 2023
- K리그1 이달의 선수: 2023년 2, 3월
- UCN 골든골: 2021
- 동아스포츠대상 프로축구 올해의 선수상: 2021, 2023
- 이달의 골 (대자연의 동원샘물): 2023년 6월(18라운드 제주전)